# Carcinocoris
Carcinocoris is een geslacht van wantsen uit de familie van de Reduviidae (Roofwantsen). Het geslacht werd voor het eerst wetenschappelijk beschreven door Handlirsch in 1897.

## Soorten
Het genus bevat de volgende soorten:

- Carcinocoris bilineatus Distant, 1903
- Carcinocoris binghami (Sharp, 1879)
- Carcinocoris castetsi Handlirsch, 1897
- Carcinocoris erinaceus Handlirsch, 1897
- Carcinocoris indicus Dudich, 1922
- Carcinocoris ochraceus Kormilev, 1962
- Carcinocoris yunnanus Rabitsch, Cui & Cai, 2006